# Уравнение непрерывности
Уравне́ния непреры́вности — (сильная) локальная форма законов сохранения. Ниже приведены примеры уравнений непрерывности, которые выражают одинаковую идею непрерывного изменения некоторой величины.

## Дифференциальная форма
Дифференциальная форма общего уравнения непрерывности такова:
| {\displaystyle {\frac {\partial \rho }{\partial t}}+\nabla \cdot \mathbf {j} =\sigma ,} |
где
{\displaystyle \nabla \cdot } — дивергенция,
{\displaystyle \rho } — количество величины {\displaystyle q} на единицу объёма (плотность величины {\displaystyle q}),
{\displaystyle t} — время,
{\displaystyle j} — плотность потока величины {\displaystyle q} (см. ниже),
{\displaystyle \sigma } — добавление {\displaystyle q} на единицу объёма в единицу времени. Члены, которые добавляют ({\displaystyle \sigma >0}) или удаляют ({\displaystyle \sigma <0}) {\displaystyle q}, называются «источниками» и «стоками» соответственно.
Это общее уравнение может быть использовано для вывода любого уравнения непрерывности, начиная с простого уравнения неразрывности и до уравнения Навье — Стокса.
Если {\displaystyle q} — сохраняющаяся величина, которая не может быть создана или уничтожена (например, энергия), тогда {\displaystyle \sigma =0}, и уравнение непрерывности принимает вид
{\displaystyle {\frac {\partial \rho }{\partial t}}+\nabla \cdot \mathbf {j} =0.}

## Электромагнетизм
В электродинамике уравнение непрерывности выводится из уравнений Максвелла. Оно утверждает, что дивергенция плотности тока равна изменению плотности заряда со знаком минус,
{\displaystyle \operatorname {div} \mathbf {j} +{\partial \rho  \over \partial t}=0.}

### Вывод
Закон Ампера гласит:
{\displaystyle \operatorname {rot} \mathbf {H} =\mathbf {j} +{\frac {\partial \mathbf {D} }{\partial t}}.}
Взяв дивергенцию от обеих частей выражения, получим
{\displaystyle \operatorname {div} \operatorname {rot} \mathbf {H} =\operatorname {div} \mathbf {j} +{\frac {\partial }{\partial t}}\operatorname {div} \mathbf {D} ,}
но дивергенция ротора равняется нулю, таким образом
{\displaystyle \operatorname {div} \mathbf {j} +{\frac {\partial }{\partial t}}\operatorname {div} \mathbf {D} =0.}
По теореме Гаусса,
{\displaystyle \operatorname {div} \mathbf {D} =\rho .}
Подставляя это выражение в предыдущее уравнение, получаем искомое уравнение непрерывности.

### Интерпретация
Плотность тока — это движение зарядов. Уравнение непрерывности гласит, что если заряд уходит из дифференциального объёма (то есть дивергенция плотности тока положительна), тогда количество заряда внутри объёма уменьшается. В этом случае приращение плотности заряда отрицательно.

## Теория волн
В теории волн уравнение непрерывности выражает собой закон сохранения энергии в элементарном объёме, в котором распространяются волны любой природы. Его дифференциальная форма
{\displaystyle \operatorname {div} \mathbf {j} +{\frac {\partial w}{\partial t}}=0,}
где {\displaystyle \mathbf {j} =\mathbf {j} (x,y,z,t)} — вектор плотности потока энергии в точке с координатами {\displaystyle \left(x,y,z\right)} в момент времени {\displaystyle t}, {\displaystyle w=w(x,y,z,t)} — плотность энергии.

### Вывод
По определению, вектор плотности потока энергии — это вектор, модуль которого равен энергии, переносимой через единичную площадку, перпендикулярную направлению переноса энергии, за единицу времени, то есть {\displaystyle j={\frac {dW}{dtdS_{\bot }}}}, а направление его совпадает с направлением переноса энергии. Тогда энергия, вытекающая в единицу времени из некоторого макроскопического объёма V,
{\displaystyle \oint \limits _{S}\mathbf {j} \,d\mathbf {S} ={\frac {dW_{\text{out}}}{dt}}.}
По закону сохранения энергии, {\displaystyle {\frac {dW_{\text{out}}}{dt}}=-{\frac {dW_{\text{in}}}{dt}}}, где {\displaystyle W_{\text{in}}} — энергия, находящаяся в объёме V. По определению, плотность энергии — энергия единицы объёма, тогда полная энергия, заключённая в данном объёме, равна
{\displaystyle W_{\text{in}}=\int \limits _{V}w\,dV.}
Тогда выражение для потока энергии примет вид
{\displaystyle \oint \limits _{S}\mathbf {j} \,d\mathbf {S} =-{\frac {d}{dt}}\int \limits _{V}w\,dV=-\int \limits _{V}{\frac {\partial w}{\partial t}}\,dV.}
Применяя формулу Гаусса — Остроградского к левой части выражения, получим
{\displaystyle \int \limits _{V}\operatorname {div} \mathbf {j} \,dV=-\int \limits _{V}{\frac {\partial w}{\partial t}}\,dV.}
В силу произвольности выбранного объёма заключаем, что подынтегральные выражения равны, откуда и получаем дифференциальную форму уравнения непрерывности.

## Гидродинамика и механика деформируемого твёрдого тела

### Варианты названия
В гидродинамической литературе, например в работах Жуковского, Чаплыгина, Кочина, Лойцянского, уравнение, выражающее закон сохранения массы, называют уравнением неразрывности (условием неразрывности), тогда как в физической литературе, например в курсе Ландау и Лифшица, Зельдовича и Райзера, русском переводе курса Фейнмана, используется термин уравнение непрерывности. В старой литературе встречалось также название уравнение сплошности. Все три названия являются различными вариантами перевода введённого Эйлером названия уравнения в западноевропейских языках (англ. continuity equation, фр. équation de continuité и подобн.).

### Различные формы записи
Уравнение выражает собой закон сохранения массы в элементарном объёме, то есть связь пространственного изменения потока массы жидкости или газа и скорости изменения плотности со временем. Его дифференциальная форма
{\displaystyle {\frac {\partial \rho }{\partial t}}+\operatorname {div} \rho \mathbf {v} ={\frac {\partial \rho }{\partial t}}+\rho \operatorname {div} \mathbf {v} +\mathbf {v} \operatorname {grad} \rho =0,}
где {\displaystyle \rho =\rho (x,y,z,t)} — плотность жидкости (или газа), {\displaystyle \mathbf {v} =\mathbf {v} (x,y,z,t)} — вектор скорости жидкости (или газа) в точке с координатами {\displaystyle (x,y,z)} в момент времени {\displaystyle t}.
Вектор {\displaystyle \mathbf {j} =\rho \mathbf {v} } называют плотностью потока жидкости. Его направление совпадает с направлением течения жидкости, а абсолютная величина определяет количество вещества, протекающего в единицу времени через единицу площади, расположенную перпендикулярно вектору скорости.
Для однородных несжимаемых жидкостей {\displaystyle \rho ={\text{const}}}. Поэтому уравнение принимает вид
{\displaystyle \operatorname {div} \mathbf {v} =0,}
из чего следует соленоидальность поля скорости.
Для течений в каналах (течения в трубах, кровеносных сосудах и т. п.) уравнение неразрывности может быть записано в терминах средних значений по поперечному сечению канала. Например, для течения в канале с известной зависимостью площади поперечного сечения {\displaystyle S} от координаты {\displaystyle x} вдоль канала, {\displaystyle S=S(x)}, (приближенное) уравнение неразрывности имеет вид
{\displaystyle S{\frac {\partial \rho }{\partial t}}+{\frac {\partial }{\partial x}}(\rho vS)=0,}
где {\displaystyle \rho =\rho (x,t)} и {\displaystyle v=v(x,t)} суть средние значения плотности и осевой проекции скорости по поперечному сечению. Здесь предполагается, что площадь поперечного сечения канала изменяется достаточно медленно (так называемое гидравлическое приближение), что позволяет при выводе уравнения заменять среднее значение от произведения на произведение от средних. В частном случае стационарного течения отсюда получается уравнение неразрывности в виде
{\displaystyle \rho vS={\text{const}},}
имеющее очевидный физический смысл постоянства потока массы, а в случае среды с постоянной плотностью — уравнение
{\displaystyle vS={\text{const}},}
выражающее постоянство объёмного расхода.
Аналогичную структуру имеет уравнение неразрывности для течений в каналах со свободной поверхностью, которое широко используется в гидравлике для описания русловых потоков (течения в реках, каналах и проч., движение селей, лавин и т. д.), для описания течений в плёнках и т. п. В простейшем случае течения жидкости с постоянной плотностью в канале с прямоугольным поперечным сечением точное уравнение неразрывности (иногда называемое уравнением Сен-Венана) имеет вид
{\displaystyle {\frac {\partial h}{\partial t}}+{\frac {\partial }{\partial x}}(vh)=0,}
где {\displaystyle h=h(x,t)} — глубина жидкости, {\displaystyle v=v(x,t)} — средняя скорость жидкости по поперечному сечению.
В механике деформируемого твёрдого тела часто удобно записывать уравнение неразрывности в форме связи между начальной и конечной плотностями материальной частицы. Например, в случае малых деформаций уравнение неразрывности имеет вид
{\displaystyle \rho =\rho _{0}(1-\operatorname {div} \mathbf {w} ),}
где {\displaystyle \rho _{0}}, {\displaystyle \rho } — соответственно начальная и конечная плотности материальной частицы, {\displaystyle \mathbf {w} } — вектор перемещения (в случае малых перемещений и деформаций с одинаковой степенью точности можно брать дивергенцию как по эйлеровым переменным, так и по лагранжевым).
Уравнение неразрывности имеет универсальный характер и справедливо для любой сплошной среды (вне зависимости от её реологии). Имеются обобщения уравнения неразрывности для движений многофазных и многокомпонентных сплошных сред.

### Историческая справка
В частных случаях, например для осесимметрических течений несжимаемой жидкости, уравнение неразрывности (в виде дифференциального уравнения в частных производных) было впервые получено Д’Аламбером, в общем виде — Эйлером в 1750-х годах. В форме алгебраического соотношения, выражающего (для случая несжимаемой жидкости) постоянство объёмного расхода вдоль трубки тока, уравнение неразрывности было впервые опубликовано Кастелли в первой половине XVII века.

## Квантовая механика
В нерелятивистской квантовой механике сохранение вероятности также приводит к уравнению непрерывности. Пусть {\displaystyle P(x,t)} — плотность вероятности, тогда уравнение запишется в виде
{\displaystyle \operatorname {div} \mathbf {j} +{\frac {\partial }{\partial t}}P(x,t)=0,}
где {\displaystyle j} — ток вероятности.